# Násilí na ženách
Násilí na ženách (anglicky: violence against women, někdy označováno jako gender-based violence,) je jakákoli forma fyzického, psychického, sexuálního, sociálního nebo ekonomického násilí, která je páchána na ženách z důvodu jejich pohlaví. Patří sem také hrozby násilím, donucování nebo svévolné omezování svobody, a to jak ve veřejném, tak v soukromém životě. Násilí na ženách bývá opakované a často dlouhodobé, přičemž jeho hlavním cílem je uplatnění moci, kontroly a dominance nad ženou. Ve většině případů jsou pachateli muži, často z blízkého okruhu oběti. Tento typ násilí je rozšířený po celém světě a představuje závažné porušení lidských práv a důstojnosti žen. Vznikají právní předpisy a preventivní programy zaměřené na ochranu obětí, trestání pachatelů a podporu rovnosti mezi ženami a muži. Klíčovým dokumentem je Istanbulská úmluva – Úmluva Rady Evropy o prevenci a potírání násilí vůči ženám a domácího násilí.[zdroj?]

## Formy násilí na ženách
Násilí na ženách může mít různé podoby, které se často navzájem prolínají. Tyto formy se liší svými projevy, místem výskytu i intenzitou, přičemž společným rysem bývá zneužití moci a kontroly nad ženou. V mnoha případech jde o systematické a opakované jednání, které má za cíl oběť ponížit, izolovat nebo ovládnout.
- Fyzické násilí je nejviditelnější formou útoku, která zahrnuje úmyslné působení bolesti nebo poškození těla. Může jít o facky, bití, kopání, škrcení, tahání za vlasy, pálení cigaretou, používání zbraní nebo jiných předmětů k ublížení, případně o zamykání nebo odpírání jídla a spánku. Často dochází ke zraněním, která oběť z různých důvodů (např. stud, strach, závislost na partnerovi) nepřiznává nebo maskuje.[zdroj?]

- Psychické násilí je méně nápadné, ale o to závažnější ve svých důsledcích. Zahrnuje ponižování, urážky, vyhrožování, vydírání, manipulaci, znehodnocování, izolaci od okolí, záměrné vyvolávání pocitu viny nebo strachu. Tento typ násilí může vést k vážným psychickým problémům, včetně úzkostí, depresí, ztráty sebeúcty a syndromu naučené bezmoci.[zdroj?]

- Sexuální násilí zahrnuje jakékoli sexuální akty nebo praktiky, ke kterým je žena nucena proti své vůli. Patří sem znásilnění, vynucené pohlavní styky, nucení k nechtěným sexuálním praktikám, sexuální obtěžování a jiné formy porušení sexuální autonomie. Sexuální násilí často páchá blízká osoba – partner, člen rodiny nebo známý, což výrazně komplikuje možnost oběti situaci nahlásit.[4]

- Ekonomické násilí spočívá v omezování přístupu oběti k finančním prostředkům nebo v kontrole nad jejím majetkem a výdělkem. Typickými projevy jsou zákazy práce, odebrání výplaty, vynucování podpisů na majetkové dokumenty, zadlužování oběti, kontrola účtů nebo bránění v nakládání s vlastními financemi. V důsledku toho se žena může stát zcela závislou na pachateli, což ztěžuje její odchod ze vztahu.[5]

- Sociální násilí se projevuje snahou pachatele o izolaci ženy od okolního světa. Může zahrnovat zákaz setkávání s přáteli nebo rodinou, kontrolu komunikace (telefon, internet), doprovázení na veřejnosti, omezování svobody pohybu nebo zákazy studia či pracovních aktivit. Izolace zvyšuje zranitelnost oběti a posiluje závislost na násilníkovi.[zdroj?]

- Kybernásilí je novější forma násilí, které se odehrává v online prostoru. Může zahrnovat obtěžování na sociálních sítích, zveřejňování intimních materiálů bez souhlasu, zasílání výhrůžných zpráv, sledování aktivity na internetu nebo kyberstalking. Tento typ násilí je obzvlášť nebezpečný kvůli své anonymitě, trvalému dopadu a snadnému šíření.[zdroj?]

## Indikátory nevhodného zacházení s ženami
Příznaky fyzického týrání mohou být různé; patří mezi ně:[zdroj?]
- modřiny, škrábance nebo podlitiny
- zlomeniny nebo poranění hlavy
- časté návštěvy lékaře kvůli „nehodám“
- celkově zanedbaný vzhled a známky špatné péče o zdraví

Mezi příznaky psychického týrání patří
- úzkost, deprese, pocity beznaděje
- nízké sebevědomí, sebenenávist, pocity viny
- sebeobviňování a snaha omlouvat násilné chování partnera
- poruchy spánku, panické ataky

Mezi příznaky může také patřit sociální izolace (omezení kontaktu s přáteli a rodinou), náhlé změny v pracovním nebo studijním výkonu, nápadné a nevysvětlené absence, strach z používání telefonu, kontroly zpráv, zpožděné odpovědi.[zdroj?]

## Rizikové faktory

### Rizikové faktory na straně oběti
K nejvýznamnějším rizikovým faktorům na straně oběti patří nízké sebevědomí a ekonomická závislost na partnerovi, které znesnadňují schopnost čelit manipulaci a odejít ze vztahu. Významnou roli hraje také sociální izolace, předchozí zkušenost s násilím, zdravotní nebo psychické potíže a omezený přístup ke službám. Dalšími faktory, které mohou zvyšovat zranitelnost ženy vůči násilnému chování, jsou:
- nízká sebedůvěra
- finanční závislost na partnerovi
- osamělost
- dřívější vystavení násilí (zejména v dětství)
- chronická nemoc, duševní onemocnění nebo zdravotní postižení
- přístupové bariéry k pomoci (jazykové, geografické, sociální)
- nízká informovanost o dostupné pomoci[6]

### Rizikové faktory na straně pachatele
K rizikovým faktorům na straně pachatele patří poruchy osobnosti, impulzivita, závislosti a neschopnost zvládat emoce. Důležitou roli hraje také zkušenost s násilím v rodině, potřeba kontroly nad partnerkou a zakořeněné sexistické postoje. Násilné chování mohou spustit i krizové životní situace, zejména při absenci zvládacích strategií.Mezi rizikové faktory patří:
- impulzivita
- výbušnost
- poruchy osobnosti
- užívání alkoholu a jiných návykových látek
- potřeba dominance a kontroly nad partnerkou[10]
- zkušenost s násilím v dětství nebo ve vztazích v okolí
- patriarchální[11] nebo sexistické postoje, ztráta zaměstnání
- nízká schopnost zvládat konflikty a frustraci[zdroj?]

## Překážky v hledání pomoci
Ženy, které zažívají domácí násilí, často čelí řadě překážek, které jim brání situaci přiznat nebo vyhledat pomoc. Ženy například
- Mají strach z pachatele.[12]
- Mívají pocit, že si násilí zaslouží, selhaly jako partnerky či matky, nebo že si násilí způsobily samy.[13]
- Postupně rezignují na snahu něco změnit, protože opakované pokusy byly neúspěšné, nebo se násilí po „usmíření“ vždy vrátilo.
- Mají závislost na pachateli[14]
- Často nevěří, že můžou situaci změnit, omlouvají pachatele, minimalizují násilí a nevěří, že jim někdo pomůže.[zdroj?]

- Neví, na koho se obrátit nebo jak postupovat, pokud chtějí násilí řešit.
- Mají zodpovědnost za děti, strach z odebrání dětí nebo z jejich reakce. [15]

## Pomoc obětem násilí na ženách
- Bílý kruh bezpečí – poskytuje nonstop krizovou linku 116 006, odbornou, bezplatnou a diskrétní pomoc obětem trestných činů. [16]
- Rosa – centrum pro ženy, poskytuje přímou pomoc obětem domácího násilí,[6]
- proFem – zaměřuje se na odbornou pomoc obětem domácího a sexuálního násilí, včetně právního zastoupení[17]
- Intervenční centra – bezplatná pomoc obětem domácího násilí v každém kraji, včetně krizového a právního poradenství[18]
- Policii ČR - 158[19][ve zdroji nenalezeno]
- Záchrannou službu - 155[20][ve zdroji nenalezeno]
- Tísňové číslo - 112[21][ve zdroji nenalezeno]

## Ochrana žen v českém právu
Ochrana žen před násilím je v českém právním systému zakotvena v několika právních předpisech. Klíčovým dokumentem je zákon č. 45/2013 Sb., o obětech trestných činů, který některým ženám v roli obětí přiznává postavení zvlášť zranitelné osoby. Typicky jde o oběti domácího násilí a znásilnění. Tyto oběti mají právo na šetrný výslech, možnost zvolit si pohlaví vyslýchající osoby, vyhnout se kontaktu s pachatelem v průběhu řízení a právo na bezplatného zmocněnce v průběhu trestního řízení.
Domácí násilí je výslovně uvedeno v trestním zákoníku § 199 zákon č. 40/2009 Sb., jako týrání osoby žijící ve společném obydlí. Tento trestný čin postihuje dlouhodobé fyzické nebo psychické násilí mezi blízkými osobami. Vedle toho lze využít i další ustanovení:
- § 145 Těžké ublížení na zdraví
- § 146 Ublížení na zdraví
- § 185 Znásilnění
- § 185a Sexuální útok
- § 186 Sexuální nátlak
- §187 Pohlavní zneužívání
- § 352 Násilí proti skupině obyvatelů a proti jednotlivci
- § 354 Nebezpečné pronásledování
- § 337 Maření výkonu úředního rozhodnutí a vykázání
- § 367 Nepřekažení trestného činu
- § 368 Neoznámení trestného činu

Ženy mají, stejně jako ostatní občané České republiky, práva zakotvená v Listině základních práv a svobod. V souvislosti s násilím páchaným na ženách jde především o:
- čl. 6 právo na život
- čl. 7 zákaz mučení a ponižujícího zacházení
- čl. 8 právo na osobní svobodu
- čl. 10 právo na lidskou důstojnost
- čl. 12 nedotknutelnost obydlí
- čl. 14 svoboda pohybu[24]

Práva žen jsou dále upravena v následujících zákonech:
Zákon č. 99/1963 Sb., občanský soudní řád
- § 74–75c, § 76 odst. 1 písm. a), e) a násl. Předběžná opatření

Zákon č. 292/2013 Sb., o zvláštních řízeních soudních
- § 400-414, zejm. § 401-405 Předběžné řízení ve věci ochrany proti domácímu násilí
- § 492-496 Zvláštní ustanovení o výkonu rozhodnutí ve věci ochrany proti domácímu násilí

Zákon č. 273/2008 Sb., o Policii České republiky
- § 44-47 Vykázání
- § 50 Krátkodobá ochrana osoby

Zákon č. 251/2016 Sb., o některých přestupcích
- § 7 (zejm. odst. 1, 6 a 7) Přestupky proti občanskému soužití

Práva žen jsou rovněž zakotvena v mezinárodních úmluvách, ke kterým se Česká republika zavázala. Mezi nejvýznamnější patří Istanbulská úmluva a Všeobecná deklarace lidských práv.

## Mezinárodní den boje proti násilí na ženách
Významným milníkem v celosvětové snaze o ukončení násilí na ženách se stal rok 1999, kdy Valné shromáždění OSN vyhlásilo 25. listopad Mezinárodní den boje proti násilí na ženách. Datum připomíná zavraždění tří sester Mirabalových v Dominikánské republice v roce 1960 – politických aktivistek, které se staly symbolem odporu proti diktatuře. Tento den zároveň zahajuje každoroční kampaň „16 dní aktivismu proti genderově podmíněnému násilí“, jejímž cílem je zvýšení povědomí o této problematice, podpora obětí a výzva k systémovým změnám.